# 安殺番
安殺番（Endosulfan）是一種有機氯化合物，用來作為殺蟲劑和殺蟎劑。安殺番已經成為一個極具爭議的農藥。由於其劇毒性、生物蓄積性和內分泌干擾素作用，已經在50多個國家被禁止使用，包括歐盟、一些亞洲和西非國家。但它仍然廣泛應用於許多其他國家，包括印度，巴西和澳大利亞。由於安殺番對環境的威脅，安殺番正在被考慮納入斯德哥爾摩公約中禁止在全球使用和製造。台灣安殺番自民國103年起禁用。

## 性質
無色/棕色固體，兩種主體異構體的混合物（α型:β型 = 7:3），難溶於水，易溶於二氯甲烷、甲苯中。

## 合成
- 六氯環戊二烯與2-丁烯-1,4-二醇及亞硫醯氯反應而得。

- 六氯環戊二烯與順-丁烯-1,4-二醇反應形成一个双环的二醇，后者再與氯化亞碸經由酯化及環化反應而得。

## 生產
1980年代初，據世界衛生組織估計全世界每年生產安殺番約9000噸。從1980至89年，全球每年消耗10,500噸，1990年代上升到每年12,800噸。

## 用途
硫丹是香港註冊可使用的殺蟲劑，主要用於蔬痫。食物安全中心發言人說：「由於部分魚類對『硫丹』的毒性十分敏感，該殺蟲劑一向不會用於魚類，而食品法典委員會以及其他食品監管機構，例如美國、澳洲、歐盟及加拿大等，均沒有對魚類的『硫丹』含量設最高殘餘限量。」

## 殘留標準
香港未有監管「硫丹」在魚類殘留的標準，在肉類則不能超過0.1ppm，蔬菜不能超過2ppm。
台灣衛生署2009年3月29日修改安殺番殘留標準，把蘋果的殘留標準由「不得檢出」放寬為0.5ppm；而乾豆、包葉菜、小葉菜的殘留標準則分別從0.5ppm、2ppm、2ppm收緊為0.5ppm、1 ppm、1ppm。
美國當局規定蘋果的安殺番殘留標準為1ppm。

## 毒性
硫丹結構和毒性與二噁英相若，可影響人類中樞神經，急性中毒可致抽搐窒息。動物實驗亦證實會破壞生殖器官、長期使用會導致肝功能異常、貧血等；長期在有機氯環境下的工人，有肝臟腫大疑慮。
世界衛生組織評估，安殺番每日安全攝取量為6微克/公斤體重，即每人（以60公斤為例）每日安全攝取量為360微克。